# Disonycha tenuicornis
Disonycha tenuicornis är en skalbaggsart som beskrevs av Horn 1889. Disonycha tenuicornis ingår i släktet Disonycha och familjen bladbaggar. Inga underarter finns listade i Catalogue of Life.